# Lasy Celestynowskie
Lasy Celestynowskie – lasy położone na Równinie Garwolińskiej, na południowy wschód od Warszawy, na północ od Lasów Osieckich, pozostałości dawnej Puszczy Osieckiej. Ich powierzchnia wynosi około 12000 hektarów. Łączą się z Lasami Otwockimi na pograniczu Równiny Garwolińskiej i Doliny Środkowej Wisły. Liczne torfowiska, na granicy z Lasami Otwockimi Rezerwat przyrody Na Torfach im. Janusza Kozłowskiego. Dominujące gatunki drzewa to sosny, tudzież dęby bezszypułkowe, brzozy, robinie akacjowe, olchy. Spośród gatunków podszytu dominujące są jałowce, jeżyny, jarzębie, maliny, leszczyny, runo natomiast zajmują przede wszystkim trawy, paprocie, borówki, jagody, a w miejscach bardziej wilgotnych – bagno, wełnianka, żurawina błotna, bagnica, mchy torfowe i grzyby. Połowę drzewostanu zajmują drzewa posadzone po II wojnie światowej, starsze niż 80 lat natomiast – zaledwie 10%. Świat zwierzęcy reprezentują łosie, dziki, sarny, lisy i borsuki.